# IC 501-1
IC 501-1 — галактика типу E (еліптична галактика) у сузір'ї Рак.
Цей об'єкт міститься в оригінальній редакції індексного каталогу.